# Dictyna gloria
Dictyna gloria är en spindelart som beskrevs av Chamberlin och Ivie 1944. Dictyna gloria ingår i släktet Dictyna och familjen kardarspindlar. Inga underarter finns listade i Catalogue of Life.